# Bank- und Kaufhaus Obernstraße 2–12

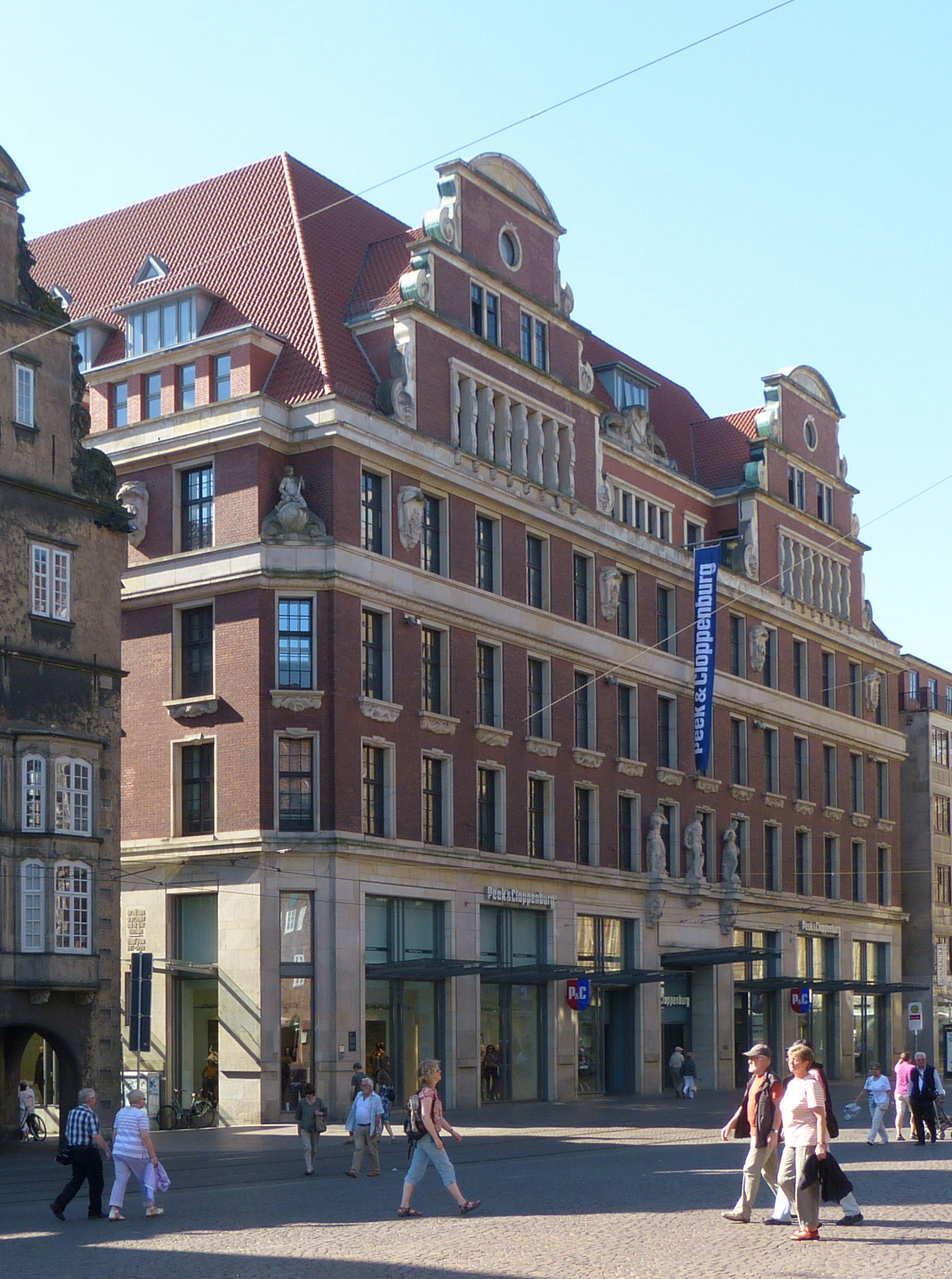
Obernstraße 2 bis 12

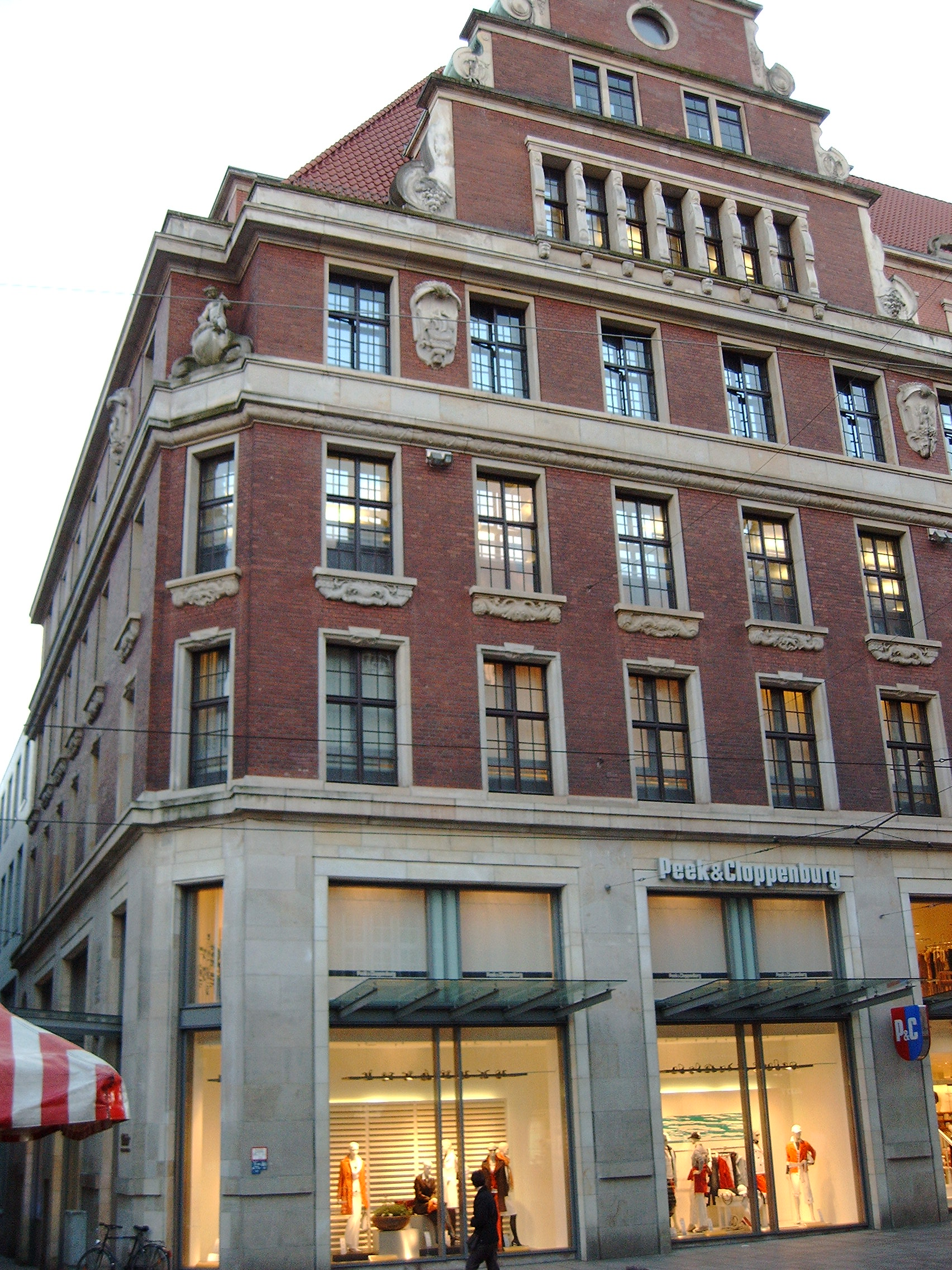
Obernstraße, Ecke Hakenstraße

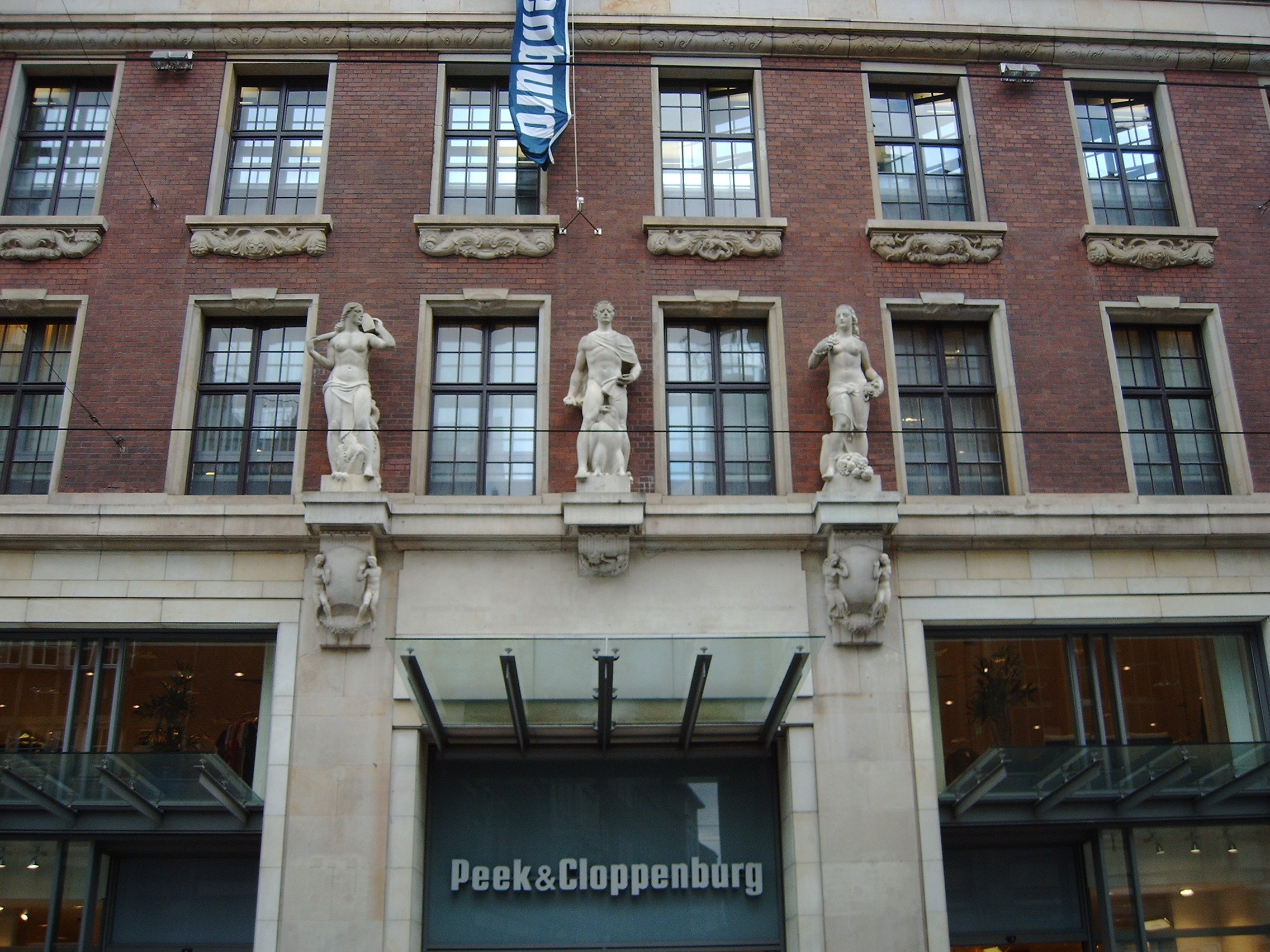
Figuren über dem früheren Portal

Das Bank- und Kaufhaus Obernstraße 2–12 in Bremen steht im Stadtteil Mitte, Ortsteil Altstadt, Obernstraße Nr. 2 bis 12. In dem Gebäude des früheren Bankhauses J. F. Schröder KGaA befindet sich heute eine Filiale der Hamburger Bekleidungshauskette Peek&Cloppenburg. Seit 2000 steht das Gebäude als Bremer Denkmal unter Bremer Denkmalschutz.

## Geschichte

### Bankhaus
Das viergeschossige Gebäude zwischen Obernstraße, Hakenstraße 4, Kleine Waagestraße 1 und Langenstraße 3/5 wurde von 1917 bis 1922 nach Plänen der Bremer Architekten Friedrich Wellermann und Paul Frölich gebaut. In Bauepoche der Zwischenkriegszeit sind noch viele Elemente des Historismus sichtbar, vor allem die zwei barockisierenden dreigeschossigen Giebel. Ein mittiges Portal zur Obernstraße – über dem drei Sandsteinfiguren den Eingang betonten – teilte das Sockelgeschoss mit zwei mal sechs rundbogigen Fenstern. Das rotsteinsichtige Gebäude diente bis 1931 als Zentrale der Schröder-Bank. Sie musste 1931 als Hausbank des Unternehmers Georg Carl Lahusen, Mitinhaber der Norddeutschen Wollkämmerei & Kammgarnspinnerei („Nordwolle“), trotz Stützungsmaßnahmen des Bremer Senats schließen. Dieser sanierte das Institut und führte es als Norddeutsche Creditbank AG weiter.
Von 1931 bis 1973 war in dem Bankgebäude die Norddeutsche Kreditbank. 1973 übernahm nach der Verschmelzung mit der Allgemeine Deutsche Credit-Anstalt die neue ADCA-Bank AG das Gebäude und richtete hier ihre norddeutsche Zentrale ein. Ab 1990 war hier die Bremer Börse untergebracht.

### Kaufhaus
Von 2000 bis 2003 erfolgte der sehr umfangreiche Umbau zum Warenhaus für Peek & Cloppenburg nach Plänen von Manfred Schomers und Rainer Schürmann. Die Erdgeschossebene wurde auf die Ebene des Bürgersteiges abgesenkt. Das Gebäude wurde im Inneren total entkernt. Erhalten blieb die Fassaden zur Obern- und Hakenstraße in den drei oberen Etagen und bei den zwei Zwerchgiebeln.
Das Sockelgeschoss erfuhr erhebliche Veränderungen: Aus den vormals zwölf rundbogigen Fenster wurden sechs eckige Schaufenster, die nun bis auf die Bürgersteigebene führen. Das Eingangsportal zur Bank wich einem modernen, funktionellen Kaufhauseingang. Die sieben einzelne Vordächer aus Glas gliedern jetzt das Erdgeschoss in der Horizontalen. Architekturelemente ergänzen sehr sinnvoll die historisierenden Bauformen. Auf vier Etagen dienen rund 6000 m² Fläche dem Verkauf.